# Bech (Kürten)
Bech ist ein Wohnplatz in der Gemeinde Kürten im Rheinisch-Bergischen Kreis.

## Lage und Beschreibung
Der Ort liegt an einer Abzweigung der Bundesstraße 506 in Hutsherweg im Norden von Kürten.

## Geschichte
Die Topographia Ducatus Montani des Erich Philipp Ploennies aus dem Jahre 1715, Blatt Amt Steinbach, belegt, dass der Ort bereits 1715 als Ort mit einem Hof bestand und als Bech bezeichnet wurde. Carl Friedrich von Wiebeking benennt die Hofschaft auf seiner Charte des Herzogthums Berg 1789 als Bach. Aus ihr geht hervor, dass Bech zu dieser Zeit Teil der Oberhonschaft im Kirchspiel Kürten im Landgericht Kürten war.
Unter der französischen Verwaltung zwischen 1806 und 1813 wurde das Amt Steinbach aufgelöst und Bech wurde politisch der Mairie Kürten im Kanton Wipperfürth  im Arrondissement Elberfeld zugeordnet.  1816 wandelten die Preußen die Mairie zur Bürgermeisterei Kürten im Kreis Wipperfürth. Bech gehörte zu dieser Zeit zur Gemeinde Kürten.
Der Ort ist auf der Topographischen Aufnahme der Rheinlande von 1824 als Beg und auf der Preußischen Uraufnahme von 1840 als Bech verzeichnet. Ab der Preußischen Neuaufnahme von 1892 ist er auf Messtischblättern regelmäßig als Bech verzeichnet.
1822 lebten sieben Menschen im als Weiler kategorisierten und Bech bezeichneten Ort. Der 1845 laut der Uebersicht des Regierungs-Bezirks Cöln als isoliertes Haus kategorisierte Ort besaß zu dieser Zeit ein Wohnhaus. Zu dieser Zeit lebten neun Einwohner im Ort, davon alle katholischen Bekenntnisses. Die Gemeinde- und Gutbezirksstatistik der Rheinprovinz führt Bech 1871 mit zwei Wohnhäusern und neun Einwohnern auf. Im Gemeindelexikon für die Provinz Rheinland von 1888 werden zwei Wohnhäuser mit elf Einwohnern angegeben. 1895 hatte der Ort zwei Wohnhäuser und neun Einwohner, der Ort wird genannt. 1905 besaß der Ort zwei Wohnhäuser und 13 Einwohner und gehörte konfessionell zum katholischen Kirchspiel Kürten.
1927 wurden die Bürgermeisterei Kürten in das Amt Kürten überführt. In der Weimarer Republik wurden 1929 die Ämter Kürten mit den Gemeinden Kürten und Bechen und Olpe mit den Gemeinden Olpe und Wipperfeld zum Amt Kürten zusammengelegt. Der Kreis Wipperfürth ging am 1. Oktober 1932 in den Rheinisch-Bergischen Kreis mit Sitz in Bergisch Gladbach auf.
1975 entstand aufgrund des Köln-Gesetzes die heutige Gemeinde Kürten, zu der neben den Ämtern Kürten, Bechen und Olpe ein Teilgebiet der Stadt Bensberg mit Dürscheid und den umliegenden Gebieten kam.